# Laarder Wasmeer
Het Laarder Wasmeer of Groot Waschmeer is een meertje tussen Anna's Hoeve, de Zuiderheide en de A27 Ten zuiden van Laren ten oosten van Hilversum.  Het terrein om het Wasmeer is niet vrij toegankelijk en wordt beheerd door het Goois Natuurreservaat.

## Geschiedenis
In de Romeinse tijd en de late Middeleeuwen bestond reeds een flink Groot Wasmeer. De bodem in het gebied liet amper water door, zodat er meerdere vennetjes ontstonden. Rond 1800 was het een glooiend gebied met kleine vennetjes waarin de schapen werden gewassen.

## Sanering
In 1932 werd het gebied eigendom van de gemeente Hilversum. In de 19e en 20e eeuw werd het terrein gebruikt als vloeiveld van de ernaast gelegen rioolzuivering. Ook industrieën uit Hilversum-Oost loosden er hun afvalwater. Veel giftige stoffen kwamen daardoor in de bodem terecht. De natuur in het gebied was door alle fosfaten in de grond heel voedselrijk geworden. Het gebied raakte begroeid met riet en wilgen. Toen het gebied in een hete, droge zomer droogviel, ging het verontreinigde slib stuiven. Dit zorgde voor een gevaarlijke situatie. In de zomer van 2003 werd daarom gestart met een ingrijpende sanering die in 2011 werd afgerond.

## Nieuwe archeologische inzichten
Bij de sanering werd de begroeiing weggehaald, de meertjes werden tijdelijk drooggelegd en verontreinigd slib werd weggehaald. Onderzoekers van de Universiteit van Amsterdam onder leiding van hoogleraar Jan Sevink konden hierdoor onder ideale omstandigheden onderzoek verrichten. Het onderzoek zou leiden tot het inzicht dat niet de mens maar de natuur heeft gezorgd voor stuifzanden in Het Gooi.
OSL
De onderzoekers maakten gebruik van OSL, een nieuwe methode van ouderdomsdatering. Tot die tijd gebeurde ouderdomsdatering met de C14-methode. De mogelijkheid tot ouderdomsdatering was bij de koolstofdatering echter afhankelijk van de aanwezigheid van organisch materiaal, dat niet in stuifzand aanwezig is. OSL meet de vrijkomende dosis straling uit de zandkorrels. Het zou leiden tot nieuwe inzichten.
degradatie en regeneratie
Tijdens het holoceen kwamen verschillende cycli van verdwijnen en opkomen van vegetatie voor. Al in het Mesolithicum, tijdens het late boreaal van 6000 – 7000 voor Chr., traden zandverstuivingen op. Vermoedelijk waren herhaalde branden zo’n 8000 v. Chr. daarvan de oorzaak. Naarmate het warmer werd ontstond weer begroeiing en uiteindelijk gemengd bos. Dit bos met grove den, hazelaar, linde en eik viel rond 7000 v.Chr. ten prooi aan brand. Over de asresten vonden de onderzoekers stuifzand met een ouderdom van tegen de 9000 jaar. Vervolgens zou zich opnieuw bosvegetatie ontwikkelen en ontstond een open heidevegetatie. Vanaf 4000 voor Chr. begon een nieuwe cyclus van verstuiving waarna weer begroeiing opkwam en bos ontstond. Dit bos verviel 3000 v. Chr. weer tot heide met zandverstuivingen toen de mens op kleine schaal met landbouw begon.
podzol
Uit het onderzoek bleek ook dat de natuur ook zonder tussenkomst van de mens podzolen voort kon brengen. Een periode van 1000 jaar bleek al voldoende om podzol te vormen met uitspoelings- en inspoelingslagen uit een volledige cyclus van pioniersvegetatie, bos en heide. De onderzoekers ontdekten dat het natuurlijk opkomen van heide beslissend was voor het ontstaan van podzolen, niet de primitieve landbouw van de mens.

## Natuur
Het open landschap bestaat uit stuifzand, enkele vennen en vochtige valleien. Sinds de sanering nam de natuur het terrein van 84 ha. weer in haar bezit. Er ontwikkelde zich een flora die aansluit bij de stuifzanden en de heidevelden van de naastgelegen Zuiderheide. In het gebied komen klokjesgentiaan, kleine zonnedauw, veenpluis en snavelbies voor.
De gevarieerde begroeiing trok ook veel vogels aan. Om ze rust te bieden is het gebied sinds begin jaren zestig beperkt toegankelijk.
Het gebied werd sinds 1987 begraasd door Charolais-koeien, later werden Schotse Hooglanders ingezet.

## Fietspad
Eind april 2012 werd een wandel/fietspad geopend dat een paar meter hoger ligt dan het omringende landschap. Het pad komt vanuit Anna's Hoeve uit op het fietspad door de Zuiderheide en voert daar langs theehuis ’t Bluk.